# Sylvain Gaudreault
Pour les articles homonymes, voir Gaudreault.
Sylvain Gaudreault, né le 8 juillet 1970 à Chicoutimi, est un avocat, enseignant et homme politique québécois.
Il est député de Jonquière à l'Assemblée nationale du Québec de 2007 à 2022 sous la bannière du Parti québécois.
Il est ministre des Transports et ministre des Affaires municipales, des Régions et de l'Occupation du territoire dans le gouvernement Marois de 2012 à 2014.
Il est chef de l'opposition officielle du Québec du 6 mai au 7 octobre 2016.

## Biographie
Né le 8 juillet 1970 à Chicoutimi, Sylvain Gaudreault est député de Jonquière à l'Assemblée nationale du Québec.
Jusqu'à son élection, le 26 mars 2007, il est enseignant au Cégep de Jonquière.
Détenteur d'un baccalauréat en histoire à l'Université du Québec à Chicoutimi et d'un baccalauréat en droit de l'Université Laval, Sylvain Gaudreault est chroniqueur pour le journal Le Quotidien durant plusieurs années.
Il est membre du Barreau du Québec de 1996 à 2010. Boursier de la fondation Jean-Charles-Bonenfant et stagiaire à l'Assemblée nationale du Québec, il est également directeur général de la Fondation des parlementaires québécois Cultures à partager. Impliqué dans sa région, il siège au conseil d'administration de la Société historique du Saguenay et est président du Centre de solidarité internationale du Saguenay—Lac-Saint-Jean. Sylvain Gaudreault est aussi l'un des seuls ministres à avoir parlé de son homosexualité publiquement. L'homme politique avait fait le point sur son orientation lors de son passage à l'émission Tout le monde en parle.
À la suite de l'élection générale de 2007, il devient député de Jonquière à l'Assemblée nationale du Québec, sous la bannière du Parti québécois, et est réélu en 2008, 2012, 2014 et 2018. 
Il est porte-parole de l'opposition officielle en matière d'énergie de mars 2010 à août 2011 et en matière d'éducation primaire et secondaire et d'alphabétisation d'août 2011 à août 2012. Il occupe les postes de ministre des Transports et de ministre des Affaires municipales, des Régions et de l'Occupation du territoire dans le gouvernement de Pauline Marois, et est porte-parole de l'opposition officielle en matière de développement durable, d'environnement et d'accès à l'information.
Du 6 mai 2016 au 7 octobre 2016, il est chef par intérim du Parti québécois et chef de l'opposition officielle du Québec.
En octobre 2022, il est nommé directeur général du Cégep de Jonquière.

## Résultats électoraux
|                                                                                               | Nom                          | Parti            | Nombre de voix | %      | Maj.  |
| --------------------------------------------------------------------------------------------- | ---------------------------- | ---------------- | -------------- | ------ | ----- |
|                                                                                               | Sylvain Gaudreault (sortant) | Parti québécois  | 14 887         | 48,4 % | 4 890 |
|                                                                                               | Benoit Rochefort             | Coalition avenir | 9 997          | 32,5 % | -     |
|                                                                                               | Alexandre Duguay             | Libéral          | 3 029          | 9,8 %  | -     |
|                                                                                               | Marcel Lapointe              | Québec solidaire | 2 242          | 7,3 %  | -     |
|                                                                                               | Jimmy Voyer                  | Conservateur     | 337            | 1,1 %  | -     |
|                                                                                               | Julie Sion                   | Vert             | 296            | 1 %    | -     |
| Total                                                                                         | Total                        | Total            | 30 788         | 100 %  |       |
| Le taux de participation lors de l'élection était de 69,3 % et 438 bulletins ont été rejetés. |                              |                  |                |        |       |